# Oskar Schindler
Oskar Schindler (28 d'abril de 1908 - 9 d'octubre de 1974) va ser un industrial txec, d'origen alemany, conegut per haver salvat de l'holocaust 1.200 treballadors seus d'origen jueu durant la Segona Guerra Mundial.

## Biografia
Schindler va néixer a la petita ciutat industrial de Svitavy (en alemany, Zwittau), a la regió dels Sudets (Bohèmia, República Txeca). Encara que heretà de la seva família la fe catòlica, no es mostrà mai gaire religiós. De petit sovint compartí jocs amb els seus veïns jueus.
El seu pare tenia una planta de maquinària agrícola on Oskar va ser instruït per ser enginyer.
Amb vint anys es va casar amb Emilie, la filla d'un granger. Després del seu casament va ser cridat per fer el servei militar i quan en va tornar va entrar a treballar a la fàbrica del seu pare, però aquesta va fer fallida durant la Gran Depressió econòmica dels anys trenta i Oskar es va veure obligat a treballar per a altres empresaris. És llavors que Schindler s'afilià al NSDAP (Partit Nacional Socialista Alemany dels Treballadors) i començà a conèixer persones molt importants i influents dins del marc polític i econòmic. En 1935 es va afiliar al Partit Alemany dels Sudets.
Abans de la invasió alemanya de Polònia al setembre de 1939 (operació militar que marca l'inici de la Segona Guerra Mundial), Oskar va treballar com a espia de l'Abwehr. Després es va traslladar a la ciutat polonesa de Cracòvia per provar fortuna dins del "negoci" de la guerra. Allí va adquirir una fàbrica d'atuells metàl·lics que batejà amb el nom de "Deutsche Emailewaren-Fabrik"; es va nodrir de mà d'obra esclava jueva i prosperà gràcies a la seva amistat amb mandataris de l'exèrcit alemany. Amb el temps i gràcies als nombrosos contractes que li van fer els oficials alemanys, va obtenir nombrosos guanys, a més d'aprendre ràpidament com treballar dins del corrupte sistema nazi i com manipular-lo en benefici propi.

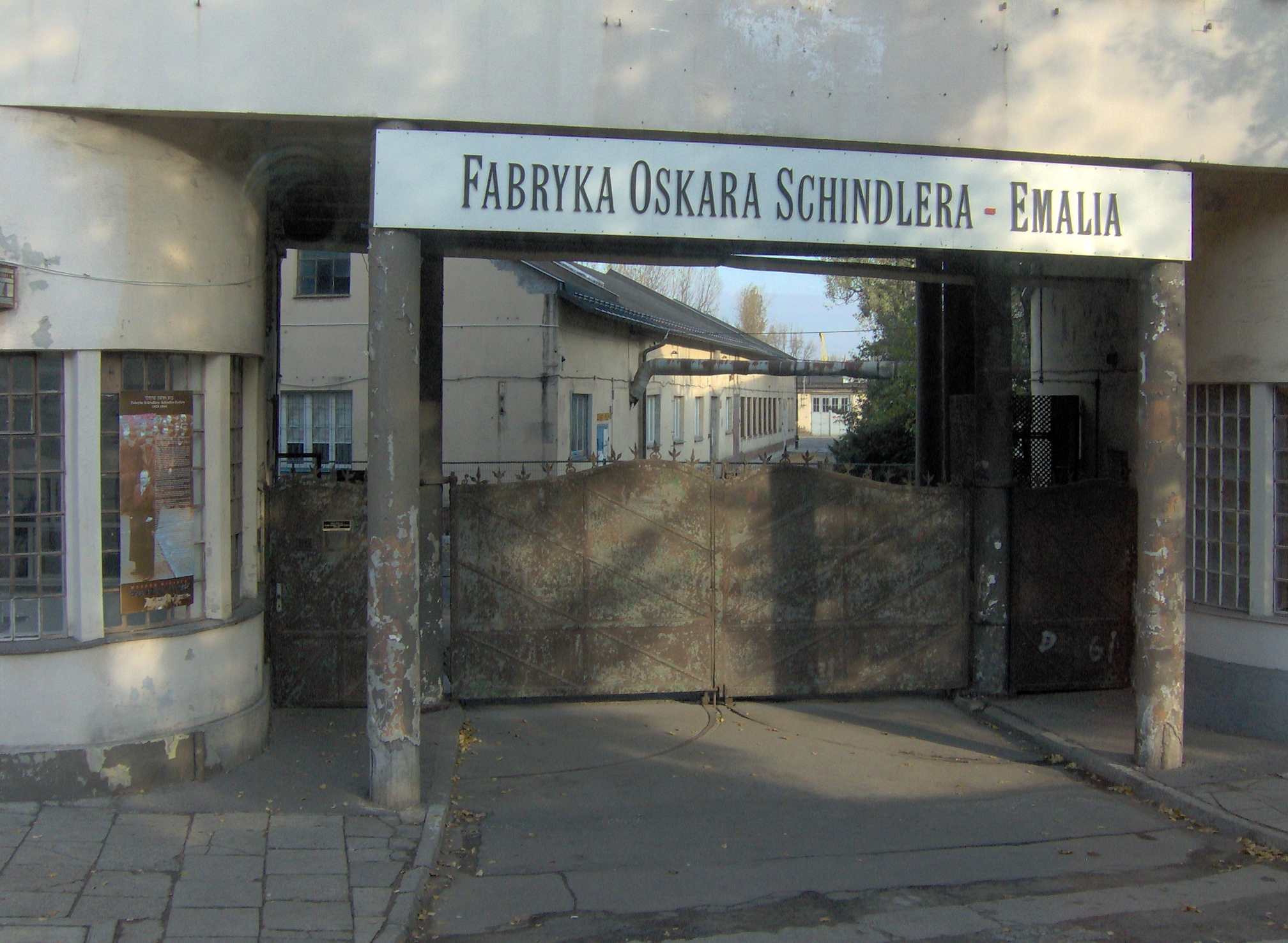
Fàbrica d'Oskar Schindler a Cracòvia (Polònia)

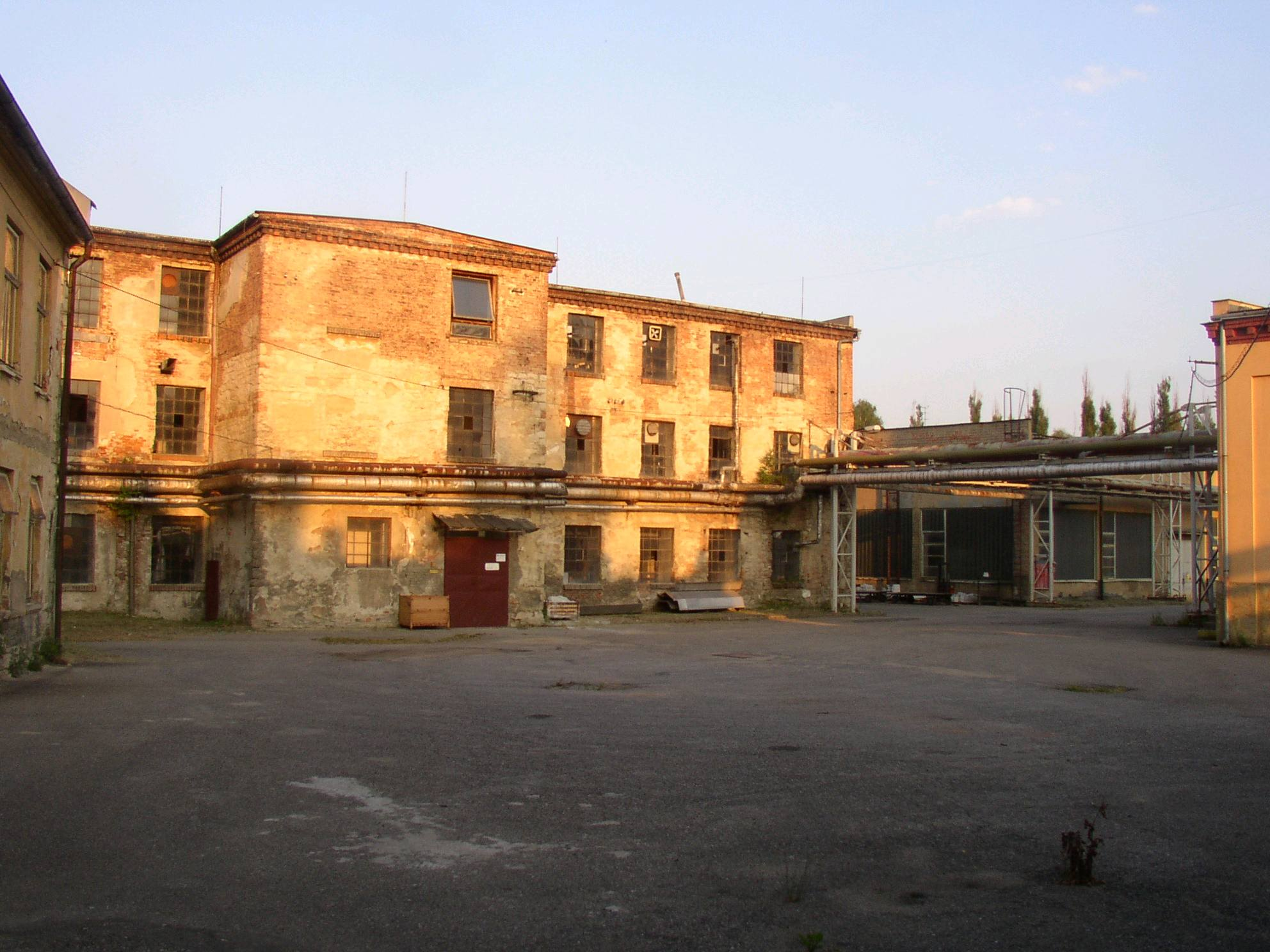
Fàbrica d'Oskar Schindler a Brněnec (República Txeca)

La tràgica evacuació del gueto de Cracòvia (13 de març de 1943) amb el consegüent confinament dels seus habitants al camp de concentració de Płaszów, marcà un abans i un després en la mentalitat de Schindler. Així, mantingué una estreta relació amb Amon Göth, comandant del camp, de qui obtingué, mitjançant suborns, la cessió de 900 jueus que s'endugué a treballar a la seva fàbrica alliberant-los, d'aquesta manera, dels treballs forçats de Płaszów. En endavant, i amb la inestimable col·laboració del seu comptable jueu, Itzhak Stern, Oskar Schindler va treballar amb l'objectiu de protegir dins la seva fàbrica tots els jueus possibles.
Al mes d'abril de 1944 la proximitat de les tropes soviètiques obligà a evacuar el camp de Płaszów i a enviar els seus interns a camps d'extermini com Auschwitz. No obstant això, Shindler subornà novament Göth i aconseguí endur-se, l'octubre d'aquell any, uns 1.200 jueus cap a la seva ciutat natal de Svitavy (República Txeca). Un cop allí, obrí una nova fàbrica d'armament a la localitat de Brněnec (en alemany, Brünnlitz) on els "jueus de Schindler" restaren sans i estalvis fins que les tropes soviètiques els alliberaren el maig de 1945.
Un cop acabada la guerra, Schindler va perdre tot el que posseïa, va ser perseguit i mai més va tornar a prosperar. Es va veure obligat a emigrar amb la seva dona a l'Argentina, si bé va tornar a Alemanya l'any 1958. Aquell mateix any el Govern d'Israel el va nomenar Just entre les Nacions, retent-li un homenatge i va plantar un arbre a l'avinguda dels justos, a Jerusalem, dedicada a les persones que van ajudar els jueus.

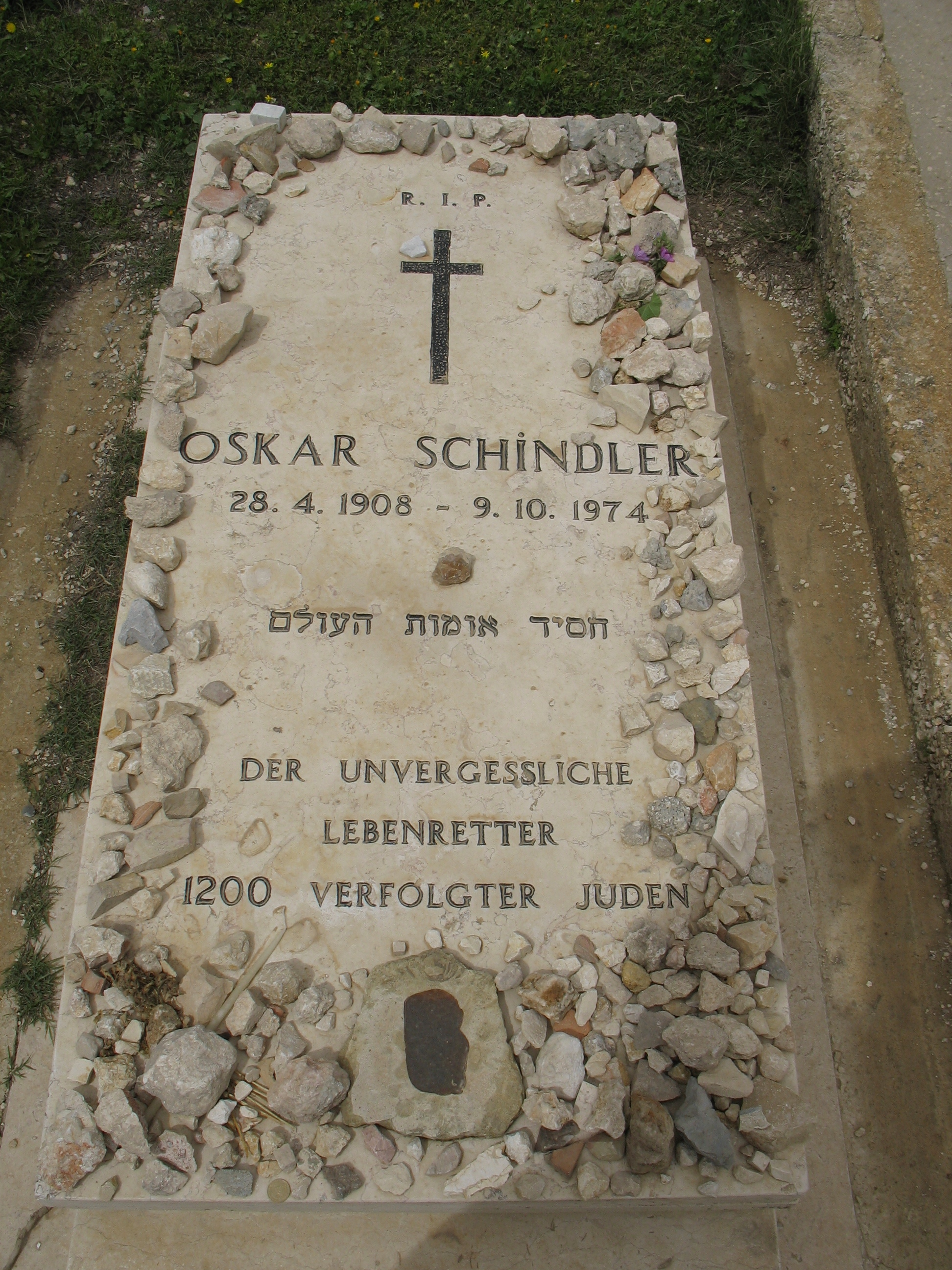
Tomba de Schindler a Jerusalem

Oskar Shindler va morir l'any 1974 a la ciutat alemanya de Hildesheim. D'acord amb els seus desitjos va ser enterrat en un cementiri catòlic de Jerusalem.
La història de Schindler serví de base de la novel·la de Thomas Keneally L'arca de Schindler, que, al seu torn, fou adaptada a la pantalla gran pel cineasta Steven Spielberg en la pel·lícula La llista de Schindler (1993), guardonada amb 7 Oscars. L'actor Liam Neeson encarnà el paper de Shindler.

## Una biografia polèmica
El novembre de 2004 es va publicar als Estats Units una biografia escrita per David Crowe (professor d'història de Carolina del Nord i membre de l'Holocaust Museum Memorial de Nova York). Segons l'autor d'aquesta polèmica biografia, Schindler ha estat elevat injustament a la categoria d'heroi perquè no va escriure mai la famosa llista, ja que, quan aquesta va ser escrita, l'industrial estava empresonat acusat de suborn. Crowe afegeix, a més a més, dures acusacions que desmitifiquen la figura de Schindler com ara que va treballar com a espia per Alemanya a Txecoslovàquia, que va participar en la planificació de la invasió nazi de Polònia o que l'estat d'Israel no el va reconèixer com a honrat gentil (no jueu) l'any 1958 (com es desprèn del film de Spielberg), sinó fins al 1993, quan s'estava rodant la pel·lícula.